# Liste der Monuments historiques in Chagey
Die Liste der Monuments historiques in Chagey führt die Monuments historiques in der französischen Gemeinde Chagey auf.

## Liste der Objekte
| Bezeichnung           | Beschreibung                                                            | Standort                          | Kennzeichnung | Schutzstatus | Datum | Bild |
| --------------------- | ----------------------------------------------------------------------- | --------------------------------- | ------------- | ------------ | ----- | ---- |
| Zwei Abendmahlskannen | Zinn, 18. Jahrhundert, Zinngießer Jean-Christophe Gruet (zugeschrieben) | in der lutherischen Kirche (Lage) | PM70000237    | Classé       | 1961  |      |
| Oblatendose           | Zinn, 19. Jahrhundert                                                   | in der lutherischen Kirche (Lage) | PM70000238    | Classé       | 1980  |      |
| Zwei Kelche           | Silber, Anfang des 19. Jahrhunderts                                     | in der lutherischen Kirche (Lage) | PM70000239    | Classé       | 1980  |      |
| Kanzel                | Holz, Ende des 17. Jahrhunderts, im 19. Jahrhundert überarbeitet        | in der lutherischen Kirche (Lage) | PM70002262    | Inscrit      | 2000  |      |